# Schwelterbach
Der Schwelterbach ist ein gut 2,6 km langer Bach im mittleren Pfälzerwald.  Er ist ein linker Zufluss der Queich und fließt mit seiner gesamten Länge innerhalb der Grenzen der Gemarkungen der Gemeinden Frankweiler und Albersweiler.

## Geographie
Das Quellgebiet der Schwelterbachs liegt am Südosthang des Orensberges (581,2 m) unterhalb des Orensfelsens. Zunächst fließt der Bach über 250 Meter ostwärts in Richtung des Mittelbergs (372,9 m). Dort ändert sich die Fließrichtung in Richtung Süden. Nach etwa 600 Meter mündet der Bach aus dem Großen Tal linksseitig als einziger wesentlicher Zufluss in den Bach. Im weiteren Verlauf fließt der Bach über etwa 800 Meter zwischen dem Ringelsberg (450 m) und dem Schoeb (323,7 m), um im Albersweiler Ortsteil Sankt Johann die Rheinebene zu erreichen. Im Gemeindegebiet von Albersweiler verläuft der dann regulierte Bachverlauf an der Kanskircher Straße entlang bis zur Mündung in die Queich an der südlichen Bebauungsgrenze. Das Einzugsgebiet des Schwelterbachs umfasst 2,7 km² und umfasst die Hänge am Orensberg und Ringelsberg.